# Keratosa
Sous-classe
Keratosa est une sous-classe d'animaux de l'embranchement des éponges.

## Taxonomie
La sous-classe Keratosa est décrite par le zoologiste britannique Robert Edmond Grant en 1861,.

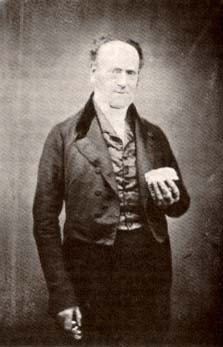
Robert Edmond Grant

## Liste des ordres
La sous-classe Keratosa comprend les ordres suivants :
- Dendroceratida Minchin, 1900[3]
- Dictyoceratida Minchin, 1900[4]

L'ordre Verticillitida, jusque-là inclus dans cette sous-classe, est abandonné en 2015 et devient un synonyme de Dictyoceratida,.